# 佐久間盛次
佐久間 盛次（さくま もりつぐ）は、戦国時代の武将。織田氏の家臣。佐久間信盛は従兄にあたる。
佐久間久六盛重（同じ織田家臣の佐久間大学允盛重とは同族で同名だが別人）の子。
はじめ織田信行の配下であったが、のちに信行の兄・信長に仕える。犬山城主であったとの記録がある。弘治3年（1557年）の名塚城攻めに信盛と共に信長方として参加した。その後も観音寺城の戦い、勝竜寺城攻め（いずれも永禄11年（1568年））などに参加した記録があるが、佐久間家正統略系譜によると同年11月の箕作城攻めで討ち死にしたという。
小説
　吉原実「湖水の槍」（『北國文華』８７号収録　短編）